# Марко Шћеповић
Марко Шћеповић (Београд, 23. мај 1991) српски је фудбалер. Игра на позицији нападача.

## Клупска каријера
Прошао омладинску школу Партизана, а на старту каријере био на позајмици у Телеоптику у коме је играо од 2008. до 2010. године.
За Партизан је дебитовао 14. јула 2010. године у квалификацијама за Лигу шампиона против јерменског Пјуника. Током прве две године у првом тиму, Шћеповић се свађао са навијачима, био је избачен из првог тима, а потом и из младе репрезентације, а када су се сложиле све коцкице и када је почео да тресе мреже, доживео је тешку повреду предњих укрштених лигамената колена. Ипак, након опоравка од повреде, дуго је био у немилости дела навијача Партизана, а све је кулминирало у августу 2013. када му је вођа „Гробара” скинуо капитенску траку после пораза од Лудогореца. То је, испоставило се, био и последњи наступ Марка Шћеповића у дресу Партизана.
У самом финишу летњег прелазног рока 2013. успео је да оствари инострани ангажман у атински Олимпијакос. У клубу из Пиреја је провео сезону 2013/14. у којој је имао углавном статус резервисте. Ипак, и поред тога је имао неке запажене партије као када је на свом дебију био двоструки стрелац против Фокикоса у грчком Купу, или када је у 26. колу Суперлиге постигао хет трик на гостовању ОФИ-ју. У јулу 2014. прослеђен је на једногодишњу позајмицу у шпанског друголигаша Мајорку. Шћеповић је на почетку сезоне углавном стандардно наступао, постигао је и шест голова у Сегунди, али је од децембра 2014. минутажа почела да му се смањује након чега је у фебруару 2015. споразум о позајмици раскинут.
Након шпанског друголигаша био на позајмици у руском Тереку из Грозног, у чијем је дресу до краја сезоне одиграо укупно седам минута. Једну сезону је наступао и у белгијском Мускрону, који је у већинском власништву његовог менаџера Пинија Захавија.
Крајем августа 2016. потписао је уговор са мађарским Видеотоном. Са Видеотоном је био првак Мађарске у сезони 2017/18, а наредне године је освојио и трофеј у Купу. За мађарски клуб је одиграо укупно 114 мечева на којима је постигао је 47 голова и уписао 24 асистенције. Крајем августа 2019. потписао је за турски Ризеспор. Током лета 2020. године је потписао за Бурирам јунајтед са Тајланда. Почетком 2021. године је прешао у кипарску Омонију. Годину и по дана је био играч Омоније, затим је шест месеци био без клуба, да би у фебруару 2023. потписао за шпанског друголигаша Луго. Вратио се у српски фудбал у септембру исте године када је потписао уговор са Новим Пазаром.

## Репрезентација
У октобру 2012. пред мечеве са Белгијом и Македонијом добио позив селектора Србије Синише Михајловића, иако је одиграо тек двадесетак минута након осмомесечне паузе због повреде.
За репрезентацију Србије дебитовао 12. октобра 2012. против Белгије (0:3) у Београду.

## Приватно
Његов отац је бивши фудбалер Слађан Шћеповић, а брат му је такође фудбалер Стефан Шћеповић.

## Трофеји

### Партизан
- Суперлига Србије (3) : 2010/11, 2011/12, 2012/13.
- Куп Србије (1) : 2010/11.

### Олимпијакос
- Првенство Грчке (1) : 2013/14.

### Видеотон
- Првенство Мађарске (1) : 2017/18.
- Куп Мађарске (1) : 2018/19.

### Омонија
- Првенство Кипра (1) : 2020/21.
- Куп Кипра (1) : 2021/22.
- Суперкуп Кипра (1) : 2021.